# ハスナ・ベンハシ
ハスナ・ベンハシ（ حسنة بنحسي 、ローマ字:Hasna Benhassi、1978年6月1日 - ）は、モロッコの女子陸上競技選手。2004年アテネオリンピックの銀メダリストである。マラケシュ出身。

## 経歴
ベンハシは、19歳だった1997年に、アテネで開催された世界選手権の女子800mに出場。このときは準決勝で敗退している。しかし、翌シーズン以降力をつけていき、1998年のアフリカ選手権の800mでは、モザンビークのマリア・ムトラに次いで2位。1999年の世界室内選手権でも5位という成績を残している。
2000年のシドニーオリンピックの年、ベンハシはアフリカ選手権800mで1分59秒01で優勝。しかし、オリンピックでは、1分59秒27で決勝出場選手8人中最下位の8位に終わっている。ベンハシは、翌年2001年3月の世界室内選手権の1500mで4分10秒83で優勝を果たす。同年夏は産休のためレースを中断、同年12月に出産。
2002年8月のアフリカ選手権で競技に復帰し、1500mで3位。翌2003年の世界室内選手権の1500mでは8位という結果に終わっている。
2004年、2大会連続のオリンピック出場となったアテネオリンピックでは、前回と同じ800mに出場。ベンハシは後方からレースを進め、500m通過時点で最後方に位置していた。ここから徐々に前のランナーを捕らえていき、第4コーナー出口で5位に浮上。ここからさらに前の選手を抜きにかかり、3位まで浮上していたベンハシは、残り2mでムトラを捕らえ、後ろから襲い掛かってきたスロベニアのヨランダ・チェプラクと同タイムでゴール。写真判定の結果ベンハシは銀メダルを獲得した。ベンハシは5日後の1500mにも出場したが、決勝進出者中最下位の12位に終わっている。
2005年のヘルシンキで開催された世界選手権でも800mに出場。キューバのスリア・カラタユドに次いで2位となり、世界選手権でも銀メダルを手にした。翌年の2006年の世界室内選手権の800mでは、ムトラ、ジャマイカのケニア・シンクレアに次いで3位となっている。
2007年の大阪で開催された世界選手権でも、後方からレースを進めラストスパートで前方の選手を追い抜きにかかるレースを見せ、ケニアのジェネス・ジェプコスゲイに次いで銀メダルを獲得した。
2008年北京オリンピックでも銅メダルを獲得した。

## 自己ベスト
- 400m - 54秒04 (2000年)
- 800m - 1分56秒43 (2004年)
- 1500m - 4分02秒54 (2003年)

## 主な実績
| 年   | 大会                               | 場所                       | 種目  | 結果      | 記録      |
| ---- | ---------------------------------- | -------------------------- | ----- | --------- | --------- |
| 1997 | 世界陸上選手権                     | アテネ(ギリシャ)           | 800m  | 7位（sf） | 2分03秒70 |
| 1998 | アフリカ陸上選手権                 | ダカール(セネガル)         | 800m  | 2位       | 2分01秒24 |
| 2000 | アフリカ陸上選手権                 | アルジェ(アルジェリア)     | 800m  | 1位       | 1分59秒01 |
| 2000 | オリンピック                       | シドニー(オーストラリア)   | 800m  | 8位       | 1分59秒27 |
| 2001 | 世界室内陸上選手権                 | リスボン(ポルトガル)       | 1500m | 1位       | 4分10秒83 |
| 2002 | アフリカ陸上選手権                 | ラデス(チュニジア)         | 1500m | 3位       | 4分20秒15 |
| 2004 | オリンピック                       | アテネ(ギリシャ)           | 800m  | 2位       | 1分56秒43 |
| 2004 | オリンピック                       | アテネ(ギリシャ)           | 1500m | 12位      | 4分12秒90 |
| 2004 | IAAFワールドアスレチックファイナル | モンテカルロ(モナコ)       | 800m  | 1位       | 2分01秒42 |
| 2005 | 世界陸上選手権                     | ヘルシンキ(フィンランド)   | 800m  | 2位       | 1分59秒42 |
| 2005 | IAAFワールドアスレチックファイナル | モンテカルロ(モナコ)       | 800m  | 2位       | 1分59秒86 |
| 2006 | 世界室内陸上選手権                 | モスクワ(ロシア)           | 800m  | 3位       | 2分00秒34 |
| 2006 | IAAFワールドアスレチックファイナル | シュトゥットガルト(ドイツ) | 800m  | 3位       | 1分59秒44 |
| 2007 | 世界陸上選手権                     | 大阪(日本)                 | 800m  | 2位       | 1分56秒99 |
| 2008 | オリンピック                       | 北京(中国)                 | 800m  | 3位       | 1分56秒73 |

- sfは準決勝